# Evan Allmächtig
Evan Allmächtig (Originaltitel Evan Almighty) ist eine Filmkomödie des Regisseurs Tom Shadyac aus dem Jahr 2007 mit Steve Carell und Morgan Freeman in den Hauptrollen. Der Film ist eine Fortsetzung der Komödie Bruce Allmächtig aus dem Jahr 2003.

## Handlung
Evan Baxter wird als Abgeordneter in den Kongress der Vereinigten Staaten gewählt, nachdem er den Wählern versprochen hat, die Welt verändern zu wollen. Daraufhin betet Evan zu Gott, er möge ihm dabei helfen, die Welt zu verändern. Kurze Zeit später erscheint ihm Gott und weist ihn an, eine Arche zu bauen, weil am 22. September des Jahres die Sintflut kommen soll. Evan beginnt mit seinen Söhnen, eine Arche zu bauen. Gleichzeitig wächst Evan ein Bart, der sich nicht mehr abrasieren lässt. Auch diverse Tiere, zwei von jeder Art, kommen zu ihm.
Evans Ehefrau Joan sieht im Fernsehen bei einer Kongresssitzung Evans öffentliche Beichte, dass Gott ihn angewiesen habe, eine Arche zu bauen, woraufhin sie ihn zusammen mit den Kindern verlässt und zu ihrer Mutter fahren möchte. Evan wird für verrückt gehalten und es droht ihm die Suspendierung vom Amt.
Joan kehrt wieder zurück, nachdem Gott mit ihr, ohne sich als Gott zu erkennen zu geben, über den Wert des Glaubens und Vertrauens gesprochen hat. Inzwischen haben sich unzählige Tiere um die Baustelle versammelt. Nachdem Evan seine Frau und Kinder vom Bau überzeugt hat, helfen sie und die Tiere ihm bei der Fertigstellung der Arche. Evan wird suspendiert.
Am 22. September ist der Himmel klar und die Presse vor der fertigen Arche versammelt. Die Tiere begeben sich in die Arche. Es kommen dunkle Wolken und es regnet, doch der Regen verzieht sich schnell wieder. Plötzlich bricht jedoch ein großer Staudamm oberhalb des Tals, und eine Sturzflut ergießt sich in die Richtung der Stadt. Die Menschen können sich auf die Arche retten. Die Arche fährt in der Sturzflut durch die Straßen von Washington bis zum Kapitol. Gott sagt Evan zum Abschluss, man könne die Welt bereits verändern, indem man im Kleinen gute Taten vollbringt, dazu genüge eine selbstlose Geste nach der anderen („one act of random kindness at a time“).

## Hintergrund
Der Film wurde an verschiedenen Orten in Washington, D.C., Virginia und Kalifornien gedreht. Die Dreharbeiten begannen im März 2006, die Produktion endete im August 2006. Die Produktionskosten betrugen schätzungsweise 175 Millionen US-Dollar, inklusive der Kosten für das Marketing wurden die Kosten auf rund 200 Millionen US-Dollar geschätzt. Das machte den Film zum Zeitpunkt seiner Veröffentlichung zur bislang teuersten Komödie der Filmgeschichte. In Russland und Kasachstan feierte der Film seine Weltpremiere am 21. Juni 2007. In den Vereinigten Staaten erfolgte der Kinostart am 22. Juni 2007, in Deutschland am 9. August 2007. Am Eröffnungswochenende spielte der Film in den US-amerikanischen Kinos knapp 31,2 Millionen US-Dollar ein. In den Kinos der Vereinigten Staaten spielte der Film knapp 100,3 Millionen US-Dollar ein und in den anderen Ländern rund 73 Millionen US-Dollar. An den deutschen Kinokassen wurden bis Ende August 2007 über 380.000 Zuschauer gezählt.
Morgan Freeman spielte bereits in Bruce Allmächtig die Rolle von „Gott“. Steve Carell hatte darin ebenfalls die Rolle des Evan Baxter und war damals der Gegenspieler der Hauptfigur Bruce Nolan, die von Jim Carrey verkörpert wurde. Jon Stewart hat im Film einen Gastauftritt und spielt sich darin in einem Ausschnitt der Sendung The Daily Show selbst.
Zu Beginn des Films ist auf der Programmtafel eines Kinos der Filmtitel The 40 Year-Old Virgin Mary (deutsch „Die 40-jährige Jungfrau Maria“) zu sehen, eine Anspielung auf einen weiteren Film mit Steve Carell in der Hauptrolle, nämlich The 40 Year-Old Virgin (deutscher Titel: Jungfrau (40), männlich, sucht …). Das Nummernschild von Evans Hummer H2 lautet „GEN 614“. Evans Radiowecker der Marke „General Electric“, bei dem das Gen hervorgehoben wird, klingelt jeden Morgen um 6:14 Uhr. Die Lieferung des Holzes für den Bau der Arche erfolgt immer an die falsche Adresse, nämlich Hausnummer 614 (anstatt 416). Dies sind alles Hinweise auf das 1. Buch Mose (Genesis) Kapitel 6, Vers 14: „Mache dir einen Kasten von Tannenholz und mache Kammern darin und verpiche ihn mit Pech inwendig und auswendig.“ (Gen 6,14 ). Diese Anspielungen werden Evan bewusst, als er im Fernsehen ein Schild mit der Aufschrift „Genesis 6:14“ sieht. Das Namensschild von „Gott“, das er als Bedienung im American Diner trägt, lautet „Al Mighty“, eine Anspielung auf „Almighty“ (deutsch allmächtig oder Allmächtiger). Zum Filmende werden die Buchstaben „ARK“ in den Sand geschrieben. In der englischen Originalversion wird dies als Abkürzung für „Act of Random Kindness“ erklärt, zudem hat es eine Doppeldeutigkeit, da Ark das englische Wort für Arche ist. In der deutschen Synchronisation wird ARK als Abkürzung für „aufopfernd, redlich und klug“ dargestellt, der Bezug zur Arche entfällt.
Um der ökologischen Botschaft des Films auch bei der Produktion treu zu bleiben, wurde darauf geachtet, die ökologisch negativen Auswirkungen zu minimieren und für die Produktion am Ende eine neutrale CO₂-Bilanz vorweisen zu können. Dazu wurden unter anderem rund 400 Produktionsmitarbeitern ein Fahrrad geschenkt, um auf kürzeren Wegen auf Autos verzichten zu können, zudem wurde für notwendige Fahrten und Flüge der dabei verursachte Ausstoß des Treibhausgases Kohlendioxid berechnet und ein entsprechender Gegenwert an Bäumen gepflanzt, was am Ende der Produktion 2050 Bäume ausmachte. Zudem wurde im Rahmen der Marketing-Kampagne und Veröffentlichung des Films zu weiteren Spenden aufgerufen und auch eine Website eingerichtet, auf der jeder Besucher durch Spenden zu weiteren Pflanzungen von Bäumen beitragen konnte. Durch Aktionen und Spenden konnte die Organisation The Conservation Fund somit rund 15.000 weitere Bäume anpflanzen. Anstatt Kulissen und Bauten nach Drehschluss zu zerstören, hat man auch versucht, möglichst viele Materialien einer sinnvollen Wiederverwertung zuzuführen. Bauteile von Häusern, wie beispielsweise Fenster und Türen und auch Zedernbohlen der Arche wurden an gemeinnützige Organisationen wie Habitat for Humanity gespendet.

## Kritik
Doris Toumarkine schrieb auf filmjournal.com, der Film sei reichlich mit guten Nebendarstellern gesegnet und sowohl spaßig als auch ernsthaft bei der Vermittlung seiner Botschaft über Familie, Verantwortung und Umwelt.
Peter Travers schrieb in der Zeitschrift Rolling Stone vom 20. Juni 2007, der Film sei „schamlos kindisch, pseudoreligiös, unaufrichtig“. Die „teuerste Hollywood-Komödie aller Zeiten“ empfand er „nicht allzu lustig“ und kalkulierte, dass jeder Lacher ungefähr 20 Millionen US-Dollar gekostet haben müsse.
Laut Urteil des Lexikon des internationalen Films ist der Film die „Fortsetzung eines Erfolgsfilms Bruce Allmächtig, 2003, die nicht nur konzeptionell scheitert, sondern auch an ihrem überforderten Hauptdarsteller krankt und selbst bei den kostspieligen Spezialeffekten enttäuscht.“

## Auszeichnungen
Steve Carell gewann einen Teen Choice Award für den Besten Schrei und war in zwei weiteren Kategorien nominiert. Eine weitere Nominierung erhielt der Film in der Kategorie Beste Komödie. Der Film wurde für einen MTV Movie Award 2007 in der Kategorie Bester Sommer-Film, den Du bisher noch nicht gesehen hast (Best Summer Movie You Haven’t Seen Yet) nominiert.
Der Film erhielt 2008 eine Nominierung in der Kategorie „bester Familienfilm“ bei den People’s Choice Awards. Bei den Young Artist Awards 2008 wurde der Film als „beste Komödie oder Drama als Familienfilm“ nominiert, während Jimmy Bennett und Graham Phillips als „beste Nebendarsteller einer Komödie oder Musical“ nominiert wurden. In der Kategorie „schlechtestes Prequel oder Fortsetzung“ wurde der Film 2008 für eine Goldene Himbeere nominiert.